# Соммарива-дель-Боско
Соммарива-дель-Боско (італ. Sommariva del Bosco, п'єм. Somariva dël Bòsch) — муніципалітет в Італії, у регіоні П'ємонт,  провінція Кунео.
Соммарива-дель-Боско розташована на відстані близько 500 км на північний захід від Рима, 34 км на південь від Турина, 50 км на північний схід від Кунео.
Населення — 6388 осіб (2014).
Щорічний фестиваль відбувається 6 травня. Покровитель — Beata Vergine.

## Демографія
Населення за роками:

Станом на 1 січня 2023 року в муніципалітеті офіційно проживало 666 іноземців з 40 країн, серед них 315 громадян країн Євросоюзу та 2 громадяни України.

## Сусідні муніципалітети
- Бальдіссеро-д'Альба
- Караманья-П'ємонте
- Карманьйола
- Каваллермаджоре
- Черезоле-Альба
- Ракконіджі
- Санфре
- Соммарива-Перно